# Beach 90th Street (Rockaway Line)
Beach 90th Street-Holland is een station van de metro van New York aan het metrolijntraject van de Rockaway Park Shuttle in de wijk Rockaway, tevens een schiereiland in het uiterste zuiden van de borough Queens. De lijnen A en S maken gebruik van dit station. Voor de lijn A is dit beperkt tot 10 bedieningen per dag tijdens de spitsuren op weekdagen.
 ·  ·  ·  ·  ·  ·  ·  ·  · 
Van noord naar zuid: Broad Channel · Beach 90th Street · Beach 98th Street · Beach 105th Street · Rockaway Park-Beach 116th Street